# Maserati 8C
La Maserati 8C, est une automobile sportive du premier tiers des années 1930 développée par le constructeur automobile italien Maserati.